# Via Labicana
La via Labicana fu una delle più antiche strade romane.
Oggi l'antica strada è ricordata a Roma dall'omonima strada urbana tra viale Manzoni e il Colosseo, situata però alquanto distante.

## Storia
Probabilmente esisteva come sentiero sin dai tempi preistorici. La sua prima testimonianza storica è dell'anno 418 a.C. quando il dittatore Quinto Servilio Prisco conquistò la città di Labicum (oggi Labico).
La via Labicana nasce come un percorso alternativo all'antica via Latina. Infatti le due strade si congiungevano nel punto Ad Bivium a ovest del passo del mons Algidus (oggi monte Artemisio). Ma mentre la distanza da Roma restava uguale, la via Labicana si manteneva su un percorso più a valle che raramente si copriva di neve.
L'imperatore romano Didio Giuliano fu sepolto al V miglio sulla via Labicana dopo essere stato giustiziato nell'anno 193.

## Itinerario
Iniziava dal Foro romano, nella Suburra si separava dalla via Salaria e saliva con via in Selci sull'Esquilino, per scendere verso porta Esquilina. La moderna strada urbana via Labicana passa invece a sud dell'Esquilino.
La via Labicana usciva dalle mura Serviane dalla porta Esquilina. In seguito, quando la più vasta cerchia delle mura Aureliane sostituì quelle Serviane, la via Labicana ne usciva tramite la porta Praenestina-Labicana (oggi porta Maggiore). Nel primo tratto fuori le mura seguiva la via Prenestina poi seguiva l'attuale via del Pigneto, congiungendosi al percorso dell'attuale via Casilina presso piazza della Marranella. Proseguiva attraverso la campagna romana in direzione sud est seguendo il percorso dell'attuale via Casilina fino al VII miglio (oggi zona Torrenova), dopo seguiva un percorso non coincidente con strade moderne. Probabilmente passava per l'antica città di Tusculum collocata nel territorio della moderna Frascati. Al XV miglio incontrava l'osteria di Labico Quintanense un antico borgo medioevale. Finiva a Labicum sulle pendici settentrionali dei Colli Albani, congiungendosi poco oltre con la via Latina.
In seguito il percorso fuori delle mura della Labicana divenne il tratto iniziale della via Casilina. Infatti sin dai tempi dell'antica Roma fu prolungata verso sud congiungendosi con la via Latina, da lì la via Latina/Labicana attraverso la valle del Tolerus giungeva fino a Casilinum (oggi Capua), per cui nel Medioevo il suo nome antico si sostituì con quello di via Casilina.

## Archeologia

### Monumenti lungo la via

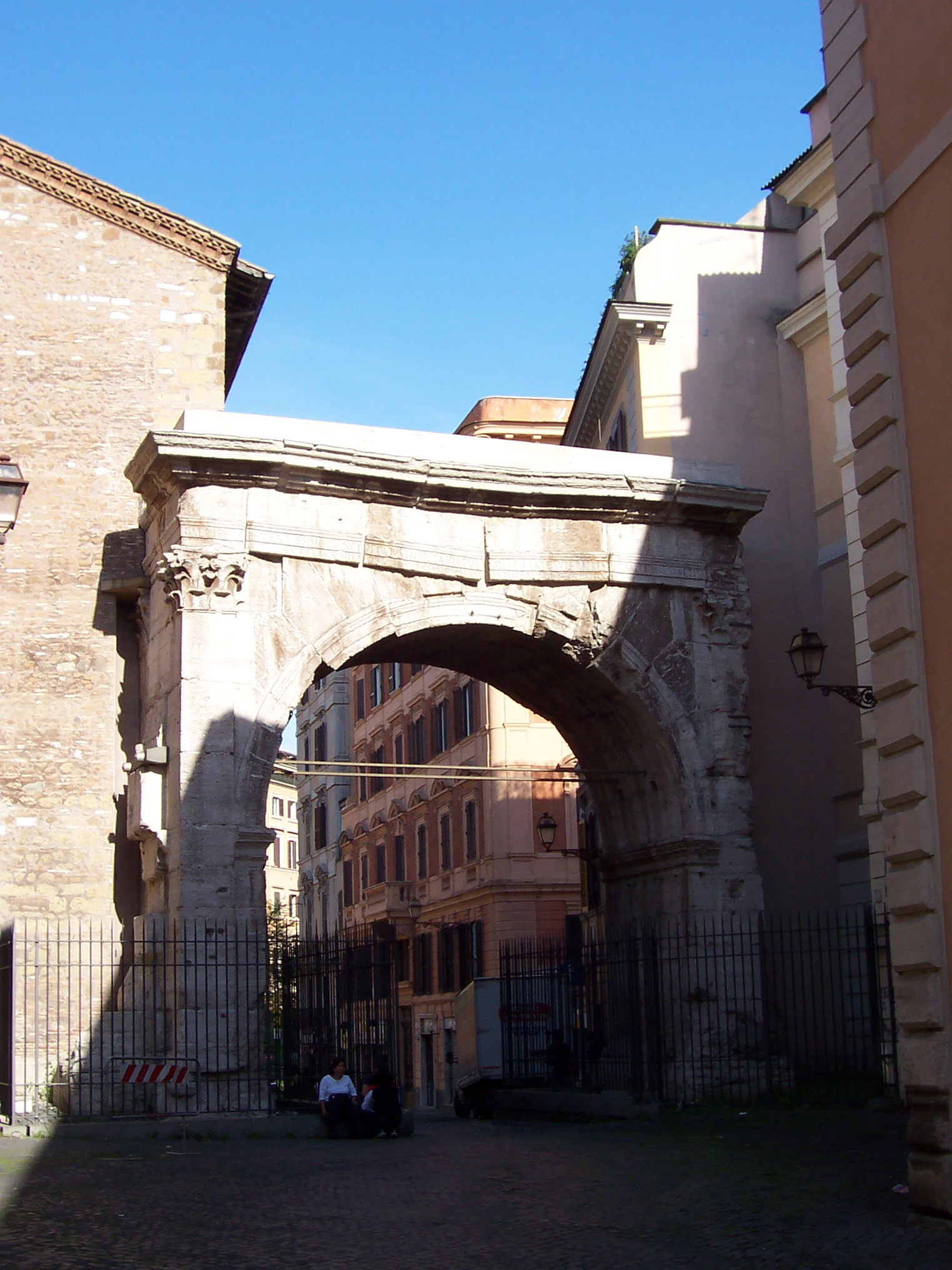
L'arco di Gallieno era l'antica Porta Esquilina nelle Mura Serviane. Iniziava qui la parte intra moenia di via Labicana.

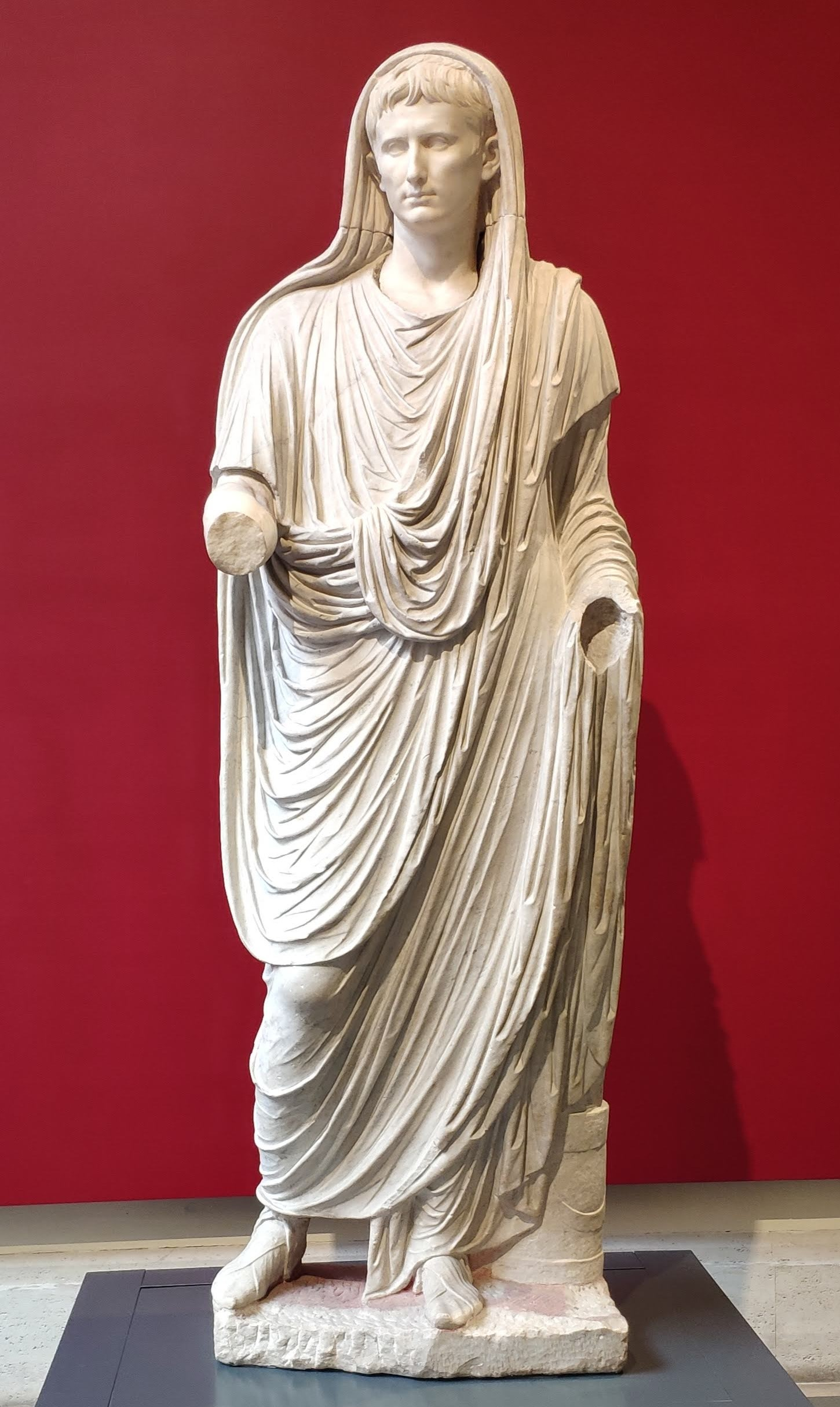
La statua detta Augusto di via Labicana

La via Labicana usciva dalle mura Serviane dalla Porta Esquilina, poi convertita nell'arco di Gallieno. Al III miglio vi sono le catacombe Ad Duas Lauros, meglio note come catacombe dei Santi Marcellino e Pietro, le quali nel IV secolo, grazie all'intervento di Costantino, vennero unite alla Chiesa dei Santi Marcellino e Pietro ad Duas Lauros, e al mausoleo di Elena, madre di Costantino.
Una statua di Augusto nelle vesti di pontefice massimo fu trovata nella villa di Livia lungo la via Labicana. Oggi questa statua, generalmente chiamata Augusto di via Labicana, si trova al Museo nazionale romano di palazzo Massimo.